# Graphisoft MEP Modeler
Graphisoft MEP Modeler — расширение ArchiCAD, выпускаемое компанией Graphisoft и предназначенное для работы с инженерными сетями. Аббревиатура MEP означает Mechanical/Electrical/Plumbing (Вентиляция/Электрика/Водоснабжение и Канализация). MEP Modeler позволяет создавать, редактировать или импортировать трехмерные инженерные сети и выполнять обнаружения коллизий этих элементов с конструктивными элементами информационной модели здания ArchiCAD.

## История
Изначально расширение MEP Modeler было разработано сотрудниками компании Cymap, основанной в 1973 году и поглощенной компанией GRAPHISOFT в 1999 году, который был выпущен в 2001 году под названием HVAC for ArchiCAD. Аббревиатура HVAC в данном случае означает Heating/Ventilation/Air Condition (Отопление/Вентиляция/Кондиционирование Воздуха). В 2008 году, одновременно с выпуском ARCHICAD 12, название HVAC for ArchiCAD было изменено на Graphisoft MEP Modeler. Обновленная версия расширения поддерживала функцию обнаружения коллизии и позволяла импортировать инженерные сети, созданные в других приложениях (AutoCAD MEP 2008/2009).

## Возможности продукта
Graphisoft MEP Modeler позволяет создавать трассы инженерных сетей (воздуховодов, трубопроводов и кабельных лотков) или импортировать их из различных приложений трёхмерного инженерного проектирования таких как AutoCAD MEP или Revit MEP в объекты MEP Modeler.
Встроенная функция обнаружения коллизий предназначена для автоматического обнаружения пересечений инженерных сетей с конструктивными элементами виртуального здания ArchiCAD (колоннами, балками, стенами, Перекрытиями, Крышами и т. п.). Функция обнаружения коллизий совместима с функциями разметки ARCHICAD, которые, в свою очередь, поддерживают формат BCF, и с его помощью обнаруженные несоответствия могут быть немедленно отправлены соответствующим специалистам в виде сообщения bcf.
При установке расширения MEP Modeler у всех ОВ/ВК-элементов (умывальников, приборов отопления, унитазов), входящих в стандартную Библиотеку ARCHICAD, появляются функции подключения к инженерным сетям.

## Лицензирование
- Коммерческая Лицензия MEP Modeler — совместима только с Коммерческой версией ArchiCAD
- Учебная Лицензия MEP Modeler (бесплатная) — совместима только с Учебной версией ArchiCAD